# Idaea genilaria
Idaea genilaria är en fjärilsart som beskrevs av Eugen Wehrli 1929. Idaea genilaria ingår i släktet Idaea och familjen mätare. Inga underarter finns listade i Catalogue of Life.